# Erateina hewitoui
Erateina hewitoui är en fjärilsart som beskrevs av Druce 1892. Erateina hewitoui ingår i släktet Erateina och familjen mätare. Inga underarter finns listade i Catalogue of Life.